# Перервинский гидроузел

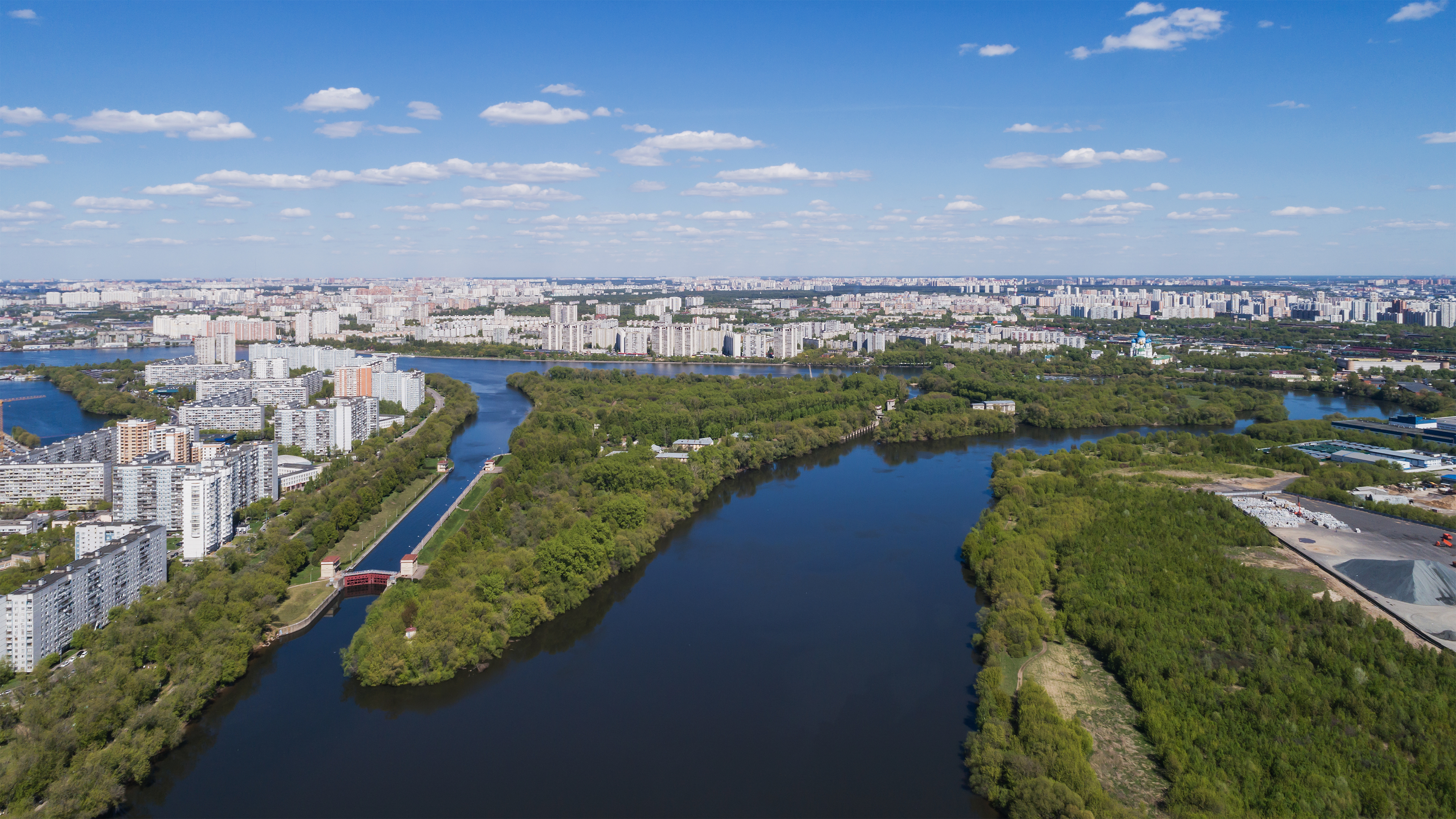
Искусственные острова у Перервы, аэрофотосъёмка

Пере́рвинский гидроу́зел — гидротехническое сооружение в составе Канала имени Москвы в юго-восточной части Москвы на Москве-реке.
В состав гидроузла входят: водосливная железобетонная плотина с 7 пролётами, перекрытыми стальными затворами, Перервинская ГЭС, шлюз с большой камерой для пропуска крупных судов (№ 10) и шлюз с малой камерой для судов местного сообщения и прогулочных (№ 11).

## История

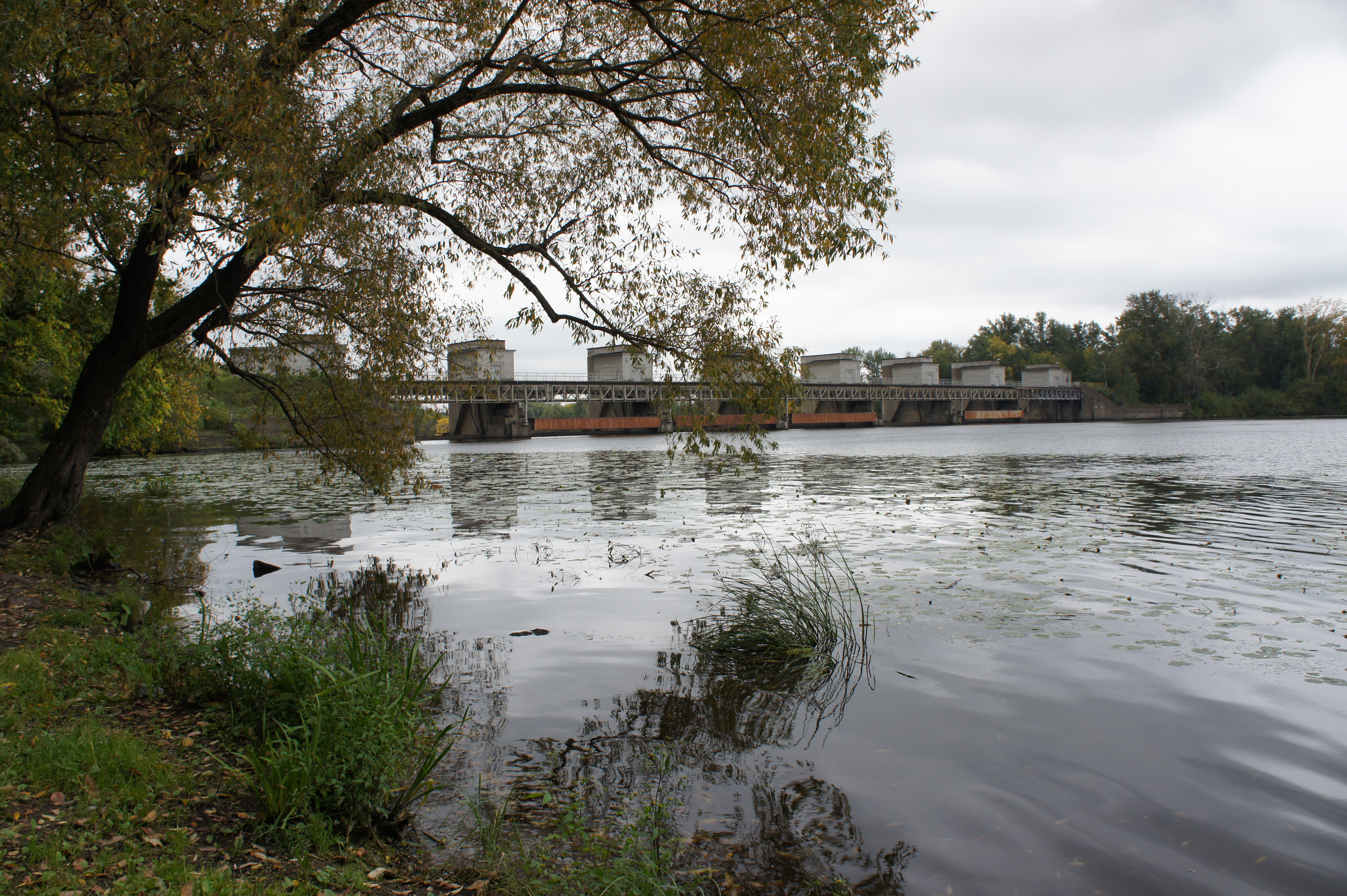
Перервинская плотина

Первая Перервинская плотина со шлюзом была построена в 1870-х годах в системе шлюзования Москвы-реки (на участке от Москвы до Коломны) с выходом на реку Ока. В 1923 году обветшавшая плотина была перестроена.
В 1932—1938 году был построен новый Перервинский гидроузел, существенно увеличивший подпор воды, что позволило открыть (по городскому участку (бьефу) Москвы-реки) сквозной путь для судов. Строительство курировало ОГПУ — НКВД, для этого в составе ГУЛАГ был создан самый большой лагерь в СССР — Дмитровлаг. Перервинский гидроузел был определён в Южный участок Дмитлага. Застройка шла в два этапа. Первый этап включал в себя постройку Перервинской плотины, шлюза № 10, деривационного канала, отсыпку дамб и закончился в 1935 году, лагеря располагались в тогдашних южных пригородах Москвы — Нагатино, Печатниках и Коломенском. В 1937—1938 годах осуществлён второй этап застройки — строительство шлюза № 11, ГЭС, отсыпка дамб острова, расширение и строительство внутриостровных деривационных каналов, а также строительство Посёлка Шлюзы для эксплуатационного персонала. После строительства образовались четыре острова, на которых сейчас и располагается гидроузел. Для второго этапа строительства на крытых баржах привезли 15 000 заключённых Дмитлага, лагерь для которых, в количестве 47 бараков, располагался на Дальнем острове.